# Fabian Bourzat
Fabian Bourzat (* 19. Dezember 1980 in Nantes, Pays de la Loire) ist ein französischer Eiskunstläufer, der im Eistanz startet.
Bourzat begann im Alter von sechs Jahren mit dem Eiskunstlaufen und widmete sich sofort dem Eistanz. Seit dem Jahr 2000 ist Nathalie Péchalat seine Eistanzpartnerin. Das Eistanzpaar wurde vom ehemaligen Eistänzer und Trainer Muriel Zazoui zusammengebracht und wird heute von Alexander Schulin und Oleg Wolkow trainiert.
Péchalat und Bourzat debütierten 2004 bei Weltmeisterschaften, 2005 bei Europameisterschaften und 2006 bei Olympischen Spielen. Im Jahr 2008 schafften sie es erstmals unter die besten Zehn bei Welt- und Europameisterschaften. Dies gelang ihnen auch bei ihren zweiten Olympischen Spielen im Jahr 2010.
Nach zwei vierten Plätzen bei Europameisterschaften wurden Péchalat und Bourzat 2011 in Bern Europameister und gewannen damit ihre erste Medaille bei Welt- und Europameisterschaften. Bei der Weltmeisterschaft in Moskau lagen die französischen Meister von 2009 und 2011 nach dem Kurztanz auf dem dritten Rang, ein Sturz von Bourzat in ihrer bis dahin fehlerfreien Kür kostete sie am Ende die Bronzemedaille. Wie im Vorjahr wurden sie Vierte. Dennoch war die Saison 2010/11 die bislang erfolgreichste des Paares. Sie gewannen außerdem beide Grand-Prix-Wettbewerbe, bei denen sie antraten, namentlich die Trophée Eric Bompard und den Cup of China, und errangen die Silbermedaille beim Grand-Prix-Finale.
Bei der Europameisterschaft 2012 in Sheffield verteidigten Péchalat und Bourzat ihren Titel. Bei der Weltmeisterschaft 2012 in Nizza gewannen die Franzosen vor heimischer Kulisse im neunten Anlauf mit Bronze ihre langersehnte Weltmeisterschaftsmedaille.

## Ergebnisse

### Eistanz

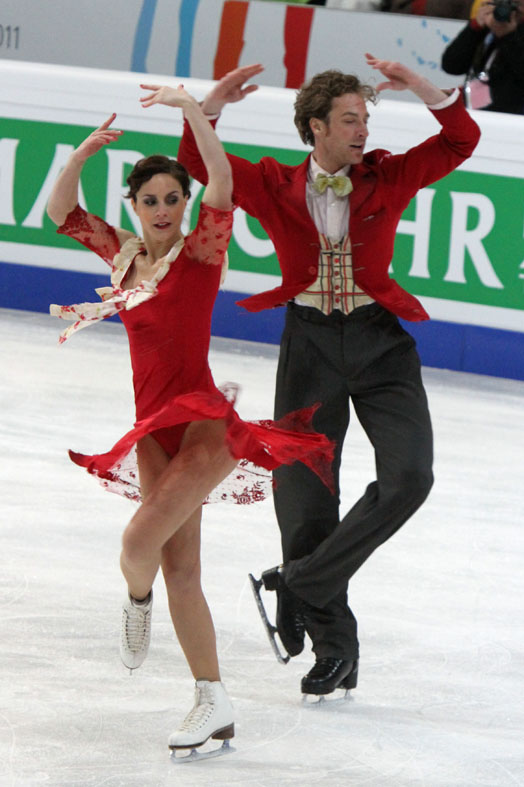
Péchalat und Bourzat bei der Europameisterschaft 2011

(mit Nathalie Péchalat)
| Meisterschaft / Jahr           | 2001  | 2002  | 2003  | 2004  | 2005  | 2006  | 2007  | 2008  | 2009  | 2010  | 2011  | 2012  | 2013  | 2014  |
| ------------------------------ | ----- | ----- | ----- | ----- | ----- | ----- | ----- | ----- | ----- | ----- | ----- | ----- | ----- | ----- |
| Olympische Winterspiele        |       |       |       |       |       | 18.   |       |       |       | 7.    |       |       |       | 4.    |
| Weltmeisterschaften            |       |       |       | 20.   | 19.   | 15.   | 12.   | 7.    | 5.    | 4.    | 4.    | 3.    | 6.    |       |
| Europameisterschaften          |       |       |       |       | 12.   | 11.   |       | 5.    | 4.    | 4.    | 1.    | 1.    | WD    |       |
| Juniorenweltmeisterschaften    | 8.    | 6.    |       |       |       |       |       |       |       |       |       |       |       |       |
| Französische Meisterschaften   |       |       | 3.    | 3.    | 2.    | 2.    | 2.    |       | 1.    |       | 1.    | 1.    | 1.    | 1.    |
| -                              |       |       |       |       |       |       |       |       |       |       |       |       |       |       |
| Grand-Prix-Wettbewerb / Saison | 00/01 | 01/02 | 02/03 | 03/04 | 04/05 | 05/06 | 06/07 | 07/08 | 08/09 | 09/10 | 10/11 | 11/12 | 12/13 | 13/14 |
| Grand-Prix-Finale              |       |       |       |       |       |       |       | 6.    |       | 3.    | 2.    | 3.    | 3.    | 3.    |
| Skate America                  |       |       |       |       |       |       | 3.    | 2.    |       |       |       | 2.    |       |       |
| Skate Canada                   |       |       | 11.   |       |       |       |       |       | 3.    | 2.    |       | WD    |       |       |
| Cup of Russia                  |       |       |       |       |       | 5.    |       | 2.    |       |       |       |       |       |       |
| Cup of China                   |       |       |       | 7.    | 7.    |       |       |       |       |       | 1.    |       | 1.    | 1.    |
| NHK Trophy                     |       |       |       |       |       |       |       |       | 2.    |       |       |       |       |       |
| Trophée Eric Bompard           |       |       | 9.    | 8.    | 8.    | 5.    | 7.    |       |       | 2.    | 1.    | 2.    | 1.    | 3.    |